# Kaylee McKeown
Kaylee Rochelle McKeown (* 12. Juli 2001 in Redcliffe, Queensland) ist eine auf das Rückenschwimmen spezialisierte australische Schwimmerin. Sie wurde bei den Olympischen Sommerspielen 2020 sowie 2024 jeweils Olympiasiegerin über 100 m und 200 m Rücken. 2020 gewann sie außerdem die olympische Goldmedaille mit der Lagenstaffel der Frauen. Zudem errang McKeown 2022 und 2023 insgesamt vier Titel bei Schwimmweltmeisterschaften. Sie stellte Weltrekorde im Rückenschwimmen über 50 m (Oktober 2023), 100 m (Juni 2021) und 200 m (März 2023) auf. Ihr gelang es damit als erste Schwimmerin, alle drei Weltrekorde auf der Langbahn im Rückenschwimmen gleichzeitig zu halten.

## Laufbahn
McKeown wuchs in der Sunshine Coast Region an der australischen Pazifikküste auf. Ihre sechs Jahre ältere Schwester Taylor – für Kaylee McKeown das sportliche Vorbild – gewann 2014 eine Goldmedaille bei den Commonwealth Games und nahm 2016 an den Olympischen Spielen in Rio de Janeiro teil. Während ihrer Schulzeit auf dem Pacific Lutheran College trat Kaylee McKeown ebenfalls einem Schwimmverein bei. Im Frühjahr 2016 gewann sie 14-jährig mehrere Rennen bei den nationalen Titelkämpfen ihrer Altersklasse und qualifizierte sich für die australischen Erwachsenen-Meisterschaften, wo sie den vierten Rang über 50 m Rücken belegte. Im darauffolgenden Jahr nominierte der nationale Schwimmverband McKeown als jüngstes Teammitglied für die Schwimmweltmeisterschaften in Budapest. Dort erreichte sie über 200 m Rücken mit einem Juniorenweltrekord von 2:06,76 Minuten den vierten Rang beim Sieg ihrer Mannschaftskollegin Emily Seebohm. Zudem gehörte sie im Vorlauf zur australischen 4-mal-100-Meter-Lagenstaffel, die im Finale (ohne McKeown) die Silbermedaille gewann.
2018 war McKeown zunächst Teil des australischen Aufgebotes bei den Commonwealth Games in Gold Coast und den Pan Pacific Swimming Championships, wo sie auf den Rückenstrecken jeweils die Finalläufe erreichte, aber ohne Medaille blieb. Bei den Olympischen Jugendspielen 2018 in Buenos Aires gewann sie über 50 m Rücken Gold, auf der doppelten Distanz Silber und über 200 m Rücken Bronze. Eine zusätzliche Silbermedaille holte sie mit der Lagenstaffel. Hinter der Weltrekordhalterin Regan Smith aus den Vereinigten Staaten gewann sie bei den Schwimmweltmeisterschaften 2019 in Gwangju über 200 m Rücken die Silbermedaille. In der WM-Lagenstaffel (die ebenfalls Silber holte) schwamm sie wie 2017 im Vorlauf, nicht aber im Finale mit. Nach einer mehrmonatigen Wettkampfpause aufgrund der COVID-19-Pandemie verbesserte McKeown im November 2020 den sechs Jahre alten 200-Meter-Rücken-Kurzbahnweltrekord von Katinka Hosszú um knapp drei Zehntelsekunden auf 1:58,94 Minuten. Im Mai 2021 stellte sie bei den Sydney Open auf allen drei Rückenstrecken australische Rekorde auf und verbesserte einen Monat später bei der nationalen Olympiaausscheidung den bis dahin von Regan Smith gehaltenen 100-Meter-Rücken-Weltrekord auf 57,45 Sekunden. Sie entschied bei den olympischen Schwimmwettkämpfen in Tokio sowohl das 100-Meter- als auch das 200-Meter-Rückenfinale für sich – jeweils vor der Kanadierin Kylie Masse – und holte mit der Frauen-Lagenstaffel eine dritte olympische Goldmedaille sowie zusätzlich Bronze mit der Mixed-Lagenstaffel. Hinter dem US-Amerikaner Caeleb Dressel und ihrer Teamkollegin Emma McKeon gehörte sie zu den erfolgreichsten Schwimmern bei den Spielen in Tokio.
In den Jahren nach den Olympischen Spielen in Tokio feierte McKeown weitere Erfolge bei internationalen Schwimmgroßereignissen und etablierte sich als weltweit führende Rückenschwimmerin. Bei den Weltmeisterschaften 2022 in Budapest wurde sie Weltmeisterin über 200 Meter Rücken. Auf das Rennen über 100 Meter Rücken verzichtete sie, um sich auf den Wettkampf über 200 Meter Lagen zu konzentrieren, wo sie Silber hinter Alexandra Walsh gewann. Im Dezember 2022 siegte McKeown bei den Kurzbahnweltmeisterschaften in Melbourne über 100 Meter Rücken und über 200 Meter Rücken. 2023 wurde sie in Fukuoka Weltmeisterin über 50 Meter, 100 Meter und 200 Meter Rücken, jeweils vor Regan Smith. Im gleichen Jahr verbesserte sie die Weltrekorde auf allen drei Rückenstrecken: im März 2023 in Sydney über 200 Meter (2:03,14 Minuten), im Oktober 2023 in Budapest über 50 Meter (26,86 Sekunden) sowie über 100 Meter (57,33 Sekunden). Damit hielt sie als erste Schwimmerin alle drei Weltrekorde auf der Langbahn im Rückenschwimmen gleichzeitig. Im Vorfeld der Olympischen Spiele 2024 in Paris unterbot Regan Smith McKeowns 100-Meter-Weltrekord um zwei Zehntelsekunden. Der als „zutiefst respektvoll“ beschriebene Zweikampf zwischen beiden Sportlerinnen setzte sich bei den olympischen Wettkämpfen fort. In Paris siegte McKeown wie drei Jahre zuvor in Tokio sowohl über 100 Meter Rücken als auch auf der doppelten Distanz. Smith gewann in beiden Rennen die Silbermedaille. Außerdem holte McKeown in Paris zwei olympische Staffelmedaillen (Silber mit der Frauen-Lagenstaffel und Bronze mit der Mixed-Lagenstaffel) sowie die Bronzemedaille im 200-Meter-Lagenrennen. Die australische Delegation bestimmte sie als Fahnenträgerin bei der Schlussfeier der Sommerspiele 2024 zusammen mit dem Segler Matthew Wearn.
Bis zu den Olympischen Spielen in Tokio trainierte McKeown unter Chris Mooney im Schwimmteam der USC Spartans. Mooney entwickelte ein Trainingsprogramm, das sich aus Drei-Wochen-Zyklen zusammensetzt, in denen McKeown und ihre Trainingspartner zunächst 17 Tage am Stück trainieren und dann eine viertägige Pause einlegen. Nachdem Mooney die Sunshine Coast verlassen hatte, wechselte McKeown 2022 zur Trainingsgruppe von Michael Bohl an der Griffith University, der mit Emma McKeon und Emily Seebohm weitere australische Olympiasiegerinnen angehörten.

## Persönliches
Sowohl bei Kaylee McKeown als auch bei ihrer Schwester Taylor wurde früh in ihrer Kindheit Asthma diagnostiziert. Beide Schwestern engagieren sich als Botschafterinnen für Asthma Australia, um über die Erkrankung aufzuklären.
McKeowns Vater starb im August 2020 mit 53 Jahren an einem zwei Jahre zuvor diagnostizierten Hirntumor. McKeown beschrieb den Wunsch ihres Vaters, sie bei den Olympischen Spielen schwimmen zu sehen, als ihren größten Trainingsansporn.